# Município 1 Patterson
Localização da Carolina do Norte nos E.U.A.
O município 1 Patterson (em inglês: Township 1, Patterson) é um município localizado no  condado de Alamance no estado estadounidense da Carolina do Norte. No ano 2010 tinha uma população de 4.869 habitantes.

## Geografia
O município 1 Patterson encontra-se localizado nas coordenadas 35° 54′ 02,88″ N, 79° 29′ 14,38″ O.